# لوئیجی بگتو
لوئیجی بگتو (انگلیسی: Luigi Beghetto؛ زادهٔ ۶ ژوئیهٔ ۱۹۷۳) بازیکن فوتبال اهل ایتالیا است.
از باشگاه‌هایی که در آن بازی کرده‌است می‌توان به باشگاه فوتبال کارپی، باشگاه فوتبال کیه‌وو ورونا، باشگاه فوتبال پیاچنزا، باشگاه فوتبال کالیاری، باشگاه فوتبال دلفینو پسکارا، باشگاه فوتبال جنوآ، و باشگاه فوتبال ویچنزا اشاره کرد.